# Drogodziej
Drogodziej – staropolskie imię męskie, złożone z członów Drogo- ("drogi") i -dziej ("ten, który robi, czyni").